# 梁上泉
梁上泉（1931年6月28日—），男，四川达县人，中国当代诗人，重庆市作家协会原副主席，第七届全国人大代表。